# Quinby (Karolina Południowa)
Quinby – miasto w Stanach Zjednoczonych, w stanie Karolina Południowa, w hrabstwie Florence.